# Mạng đảo
Mạng đảo là một khái niệm sử dụng trong tinh thể học và vật lý chất rắn, là biểu diễn của một mạng tinh thể (thường là mạng Bravais) trong không gian sóng (hay không gian xung lượng, k-space) thông qua phép biến đổi Fourier. Mạng đảo của một mạng đảo là mạng tinh thể nguyên thủy bạn đầu.

## Lịch sử phát triển và ý nghĩa của mạng đảo
Khái niệm về mạng đảo lần đầu tiên được nhà vật lý người Pháp Auguste Bravais (người đã có công xây dựng hệ thống mạng tinh thể) đề xuất vào năm 1850 và nhà vật lý người Mỹ Josiah Willard Gibbs xây dựng vào năm 1881, nhưng không được chú ý nhiều. Khái niệm này lại được Paul Peter Ewald và Max Theodor Felix von Laue tái phát minh và phát triển trong thời gian từ 1911-1914 cùng với các phát hiện về sự nhiễu xạ tia X trên tinh thể. Khái niệm này tiếp tục được hoàn thiện bởi Paul Peter Ewald cho đến năm 1962.
Mạng đảo là phép dựng hình thuần túy hình học nhằm đơn giản hóa bài toán nhiễu xạ các sóng trên mạng tinh thể. Nếu như mạng tinh thể thực là tập hợp các mặt tinh thể song song (hkl) cách đều nhau các khoảng cách dhklthì mạng đảo là một biểu diễn của nó trong không gian Fourier, bao gồm tập hợp các điểm cách nhau khoảng 1/dhkl. Mạng đảo giúp cho đơn giản hóa các bài toán tinh thể học và nhiễu xạ các sóng trên tinh thể.

## Biểu diễn toán học
Mạng gồm ba hằng số cơ sở (tương ứng với ba hằng số mạng trong mạng Bravais là a, b và c) có quan hệ với ba hằng số mạng trong ô mạng cơ sở qua quan hệ:
{\displaystyle \mathbf {a*} ={\frac {\mathbf {b} \times \mathbf {c} }{\mathbf {a} \cdot (\mathbf {b} \times \mathbf {c} )}}}
{\displaystyle \mathbf {b*} ={\frac {\mathbf {c} \times \mathbf {a} }{\mathbf {b} \cdot (\mathbf {c} \times \mathbf {a} )}}}
{\displaystyle \mathbf {c*} ={\frac {\mathbf {a} \times \mathbf {b} }{\mathbf {c} \cdot (\mathbf {a} \times \mathbf {b} )}}}